# 新津由衣
新津 由衣（にいつ ゆい、1985年8月17日 - ）は、日本の女性シンガーソングライター、キーボーディスト、ピアニスト、作詞家、作曲家、大学教員。RYTHEMのメンバー。神奈川県川崎市高津区出身。神奈川県立多摩高等学校、和光大学表現学部卒業。血液型はA型。

## 来歴
幼い頃からエレクトーンを習い、鍵盤に親しむ。また、宇多田ヒカルにあこがれ、歌うことが大好きだった。中学生の時、演劇部のオーディションで加藤有加利に出会う。その後、神奈川県内屈指の進学校である多摩高校へ進学。加藤と席が隣同士となる。二人で軽音楽部に所属し、他3名とRYTHEMというコピーバンドを組む。その後、バンドは解散するが、加藤とカラオケで遊んでいる際、「歌手になりたい」という夢を告げ、意気投合。RYTHEMの名を使いソニー・ミュージックエンタテインメントのオーディションで「一人旅シャラルラン」を歌い、合格。「ハルモニア」でデビューする。その後、加藤と和光大学に進学し、2008年3月19日に卒業。名実と共にシンガーソングライター専業となる。
RYTHEMにおいては初期は加藤と共同で制作活動を行っていたが、近年は新津単独で手がける楽曲が増加している。普段から邦楽・洋楽、ジャンルを問わず聞き込んでおり、ポップ、バラード、スカ、ロック、ファンクなど様々なジャンルの楽曲を手がける。
RYTHEM解散後の2011年からはソロプロジェクト「Neat's」として活動する。2017年、本名の「新津由衣」に改名。
2020年より昭和音楽大学にて、サウンドプロデュース、ソングライティング演習の2科目で講師を務めている。
2024年4月11日、一般男性と入籍したことを自身のXで報告した。

## ディスコグラフィ

### デジタルシングル
|     | 発売日         | タイトル                                   | 規格                   | 収録作品                  | ビルボード |
| --- | -------------- | ------------------------------------------ | ---------------------- | ------------------------- | ---------- |
| 1st | 2018年11月23日 | 月世界レター 〜Letter via the Moon〜       | デジタル・ダウンロード | Neat's ワンダープラネット | 圏外       |
| 2nd | 2019年1月30日  | 『ねぇ見て、今夜は星が綺麗だ。』           | デジタル・ダウンロード | まるとさんかく            | 圏外       |
| 3rd | 2019年2月27日  | きえないもの〜アンドロメダから続くキセキ〜 | デジタル・ダウンロード | まるとさんかく            | 圏外       |
| 4th | 2019年3月27日  | 菜の花                                     | デジタル・ダウンロード | まるとさんかく            | 圏外       |

### オリジナルアルバム
|     | 発売日        | タイトル     | 規格   | 規格品番 | オリコン |
| --- | ------------- | ------------ | ------ | -------- | -------- |
| 1st | 2012年1月28日 | Wonders      | CD+DVD | DADA-1   | -        |
| 2nd | 2013年1月26日 | MODERN TIMES | CD+DVD | DADA-5/6 | -        |
| 2nd | 2013年1月26日 | MODERN TIMES | CD     | DADA-7   | -        |
| 3rd | 2014年6月22日 | MOA          | CD     | DADA-10  | -        |

|     | 発売日        | タイトル                  | 規格     | 規格品番  | オリコン |
| --- | ------------- | ------------------------- | -------- | --------- | -------- |
| 1st | 2018年7月11日 | Neat's ワンダープラネット | CD       | SSSA-1001 | 121位    |
| 2nd | 2024年4月10日 | 傑作                      | CD＆配信 | RYNF-0001 |          |

### ミニアルバム
|     | 発売日        | タイトル       | 規格 | 規格品番  | オリコン |
| --- | ------------- | -------------- | ---- | --------- | -------- |
| 1st | 2019年5月29日 | まるとさんかく | CD   | SSSA-1005 | 263位    |

### 参加作品
| タイトル | 規格 | 備考 |
| -------- | ---- | --- |
| Laundry  | CD   | 2010年3月31日に発売されたRie fuの5thアルバム『at Rie sessions』の収録曲。Rie fuと中嶋晃子とのコラボ曲。 |

## 提供楽曲
- 坂本梨.奈
  - Milk（作詞・作曲）
- 田中理恵
  - 月とダンス（作曲）
  - FRAME（作曲）

- 堀内まり菜
  - ナノ・ストーリー（アルバムプロデュース/共同作曲作詞）
- アルシュシュ
  - 泡白昼夢（作詞）

## タイアップ一覧
| 年     | 楽曲                       | タイアップ先                                                                            |
| ------ | -------------------------- | --------------------------------------------------------------------------------------- |
| 2018年 | FLAG                       | YTS山形テレビ『生中継! J2第35節 モンテディオ山形×松本山雅FC』エンディングテーマ         |
| 2018年 | ワンダープラネット         | KFB福島放送系夕方ワイド番組『福島まるごとライブ ヨジデス』2018年8月度エンディングテーマ |
| 2018年 | スイム・イン・ザ・ワンダー | YTS山形テレビ系『第44回YTS杯 山形県ママさんバレーボール優勝大会』エンディングテーマ     |
| 2018年 | 月世界レター               | KKB鹿児島放送系情報バラエティ番組『Kingspe』2018年11月度エンディングテーマ              |

## 出演イベント
| 公演年 | 形態       | タイトル           | 公演日・会場                 |
| ------ | ---------- | ------------------ | ---------------------------- |
| 2012年 | ゲスト出演 | MINAMI WHEEL 2012  | 10/13 (大阪府)               |
| 2013年 | ゲスト出演 | MUSIC CUBE 13      | 3/17 アリスガーデン (広島県) |
| 2013年 | ゲスト出演 | MEGA★ROCKS 2013    | 10/5 (宮城県)                |
| 2013年 | ゲスト出演 | MINAMI WHEEL 2013  | 10/14 (大阪府)               |
| 2015年 | ゲスト出演 | アボカド・de・show | 6/8 代官山UNIT (東京都)      |

| 公演年 | 形態             | タイトル                                       | 公演日・会場             |
| ------ | ---------------- | ---------------------------------------------- | ------------------------ |
| 2017年 | ゲスト出演       | SKY-HI LIVE HOUSE TOUR 2017 〜Round A Ground〜 | 11/24 富山MAIRO (富山県) |
| 2017年 | 共同企画イベント | 月と太陽 -透明な交差点- vol.1                  | 12/3 代官山LOOP (東京都) |

## 出演メディア

### 雑誌
| 発売日        | タイトル                                      | 出版社                         |
| ------------- | --------------------------------------------- | ------------------------------ |
| 2018年7月25日 | サウンド&レコーディング・マガジン2018年9月号  | リットーミュージック           |
| 2018年8月2日  | Player2018年9月号                             | プレイヤー・コーポレーション   |
| 2018年8月10日 | 『MARQUEE Vol.128』2018年9月号                | マーキー・インコーポレイティド |
| 2018年8月25日 | サウンド&レコーディング・マガジン2018年10月号 | リットーミュージック           |
| 2018年9月10日 | キーボード・マガジン2018年AUTUMN号            | リットーミュージック           |

### ラジオ
| タイトル                                  | 放送局         | 放送日時      |
| ----------------------------------------- | -------------- | ------------- |
| 武部聡志のSESSIONS                        | JFN            | 2018年6月3日  |
| ゆうがたパラダイス                        | NHK-FM         | 2018年7月11日 |
| 60TRY部                                   | ラジオ日本     | 2018年7月12日 |
| ラジモ!                                   | FM長野         | 2018年7月16日 |
| HELLO FIVE BOX                            | FM石川         | 2018年7月18日 |
| POWER STATION HOT40                       | FM福井         | 2018年7月20日 |
| J・POP ファクトリー                       | FM富山         | 2018年7月27日 |
| 笑福亭鶴瓶 日曜日のそれ                   | ニッポン放送   | 2018年7月29日 |
| DAYS!?                                    | FM広島         | 2018年8月2日  |
| 牛嶋俊明 ドリームファクトリー             | FM岡山         | 2018年8月3日  |
| WEEKEND PARADISE                          | FM岡山         | 2018年8月3日  |
| Ario Happy Satureday                      | FM岡山         | 2018年8月4日  |
| あさスタ♪                                 | BSS山陰放送    | 2018年8月17日 |
| HITS! THE TOWN                            | FM NACK5       | 2018年8月25日 |
| カメレオンパーティー                      | FM NACK5       | 2018年8月26日 |
| J-SIDE STATION                            | Date fm        | 2018年8月27日 |
| NEW NEWS                                  | 東北放送ラジオ | 2018年8月27日 |
| Morning Brush                             | Date fm        | 2018年8月28日 |
| 楽器楽園〜ガキパラ〜 for all music-lovers | 文化放送       | 2018年8月31日 |
| やまだひさしのラジアンリミテッドF         | JFN            | 2018年8月31日 |
| ふくしまタウンビート                      | FM福島         | 2018年9月1日  |
| 沸点ギリギリ!あっつあつ☆らじお            | 東北放送ラジオ | 2018年9月1日  |
| impress                                   | FM福島         | 2018年9月11日 |
| MUSIC VOICE                               | FM広島         | 2018年9月17日 |
| Seasoning -season your life with music-   | JFN            | 2019年2月14日 |
| スベル兄弟                                | 東北放送ラジオ | 2019年4月8日  |
| SOUND GENIC                               | Date fm        | 2019年4月8日  |
| RAD ～Radio All Day～                     | Date fm        | 2019年4月8日  |
| Daily Cafe                                | fmいずみ       | 2019年4月8日  |
| 東京プラネタリー☆カフェ                   | TOKYO FM       | 2019年5月18日 |
| 東京プラネタリー☆カフェ                   | TOKYO FM       | 2019年5月25日 |

### テレビ
| タイトル               | 放送局         | 放送日時       |
| ---------------------- | -------------- | -------------- |
| N-18 凸                | 石川テレビ     | 2018年8月11日  |
| まるごとライブヨジデス | KFB福島放送    | 2018年8月28日  |
| 二畳半レコード         | 福島中央テレビ | 2018年9月8日   |
| Kingspe-E              | KKB鹿児島放送  | 2018年11月12日 |

## 人物・エピソード

### 楽器
- 愛用のキーボードはヤマハのS90 ES。制作、ライブに活躍している。タッチパネルには女の子らしいシールが貼ってあり、それを見ながらライブ中に音色やトーンを変える。ただし、インストアライブ、イベントなどでは持ち運びがしやすいことからClaviaのNord Electroを使用している。
- 愛称「奏ちゃん」、「ノードちゃん」。「ありがとう!1万人感謝祭」でもインストアライブの集大成としてNord Electroを使用した。なお操作性の問題から演奏中にトーンを変えることはない。「蛍火」のPVにもNord Electroが登場し、メイキング映像で家から背負ってきている姿が確認できる。
- その他、ピアノ、ヤマハから無料レンタルされているD-DECKなどをあわせ、鍵盤を5台所有している。
- 打ち込みにはMacintosh同梱のGarageBandを使用している。しかし機械音痴であり、ことごとくMacintoshには嫌われていると語っている（例えばブログに自分で撮影したデジタルカメラの写真を大量アップしようとしたがスタッフの助けなしにはできなかった、など）。ただし、最近はライブなどで打ち込みを多用しており、愛用のMacBookを持ち運ぶようになったため、スタジオ用にiMacを購入している。

### ライブ
- 「HIVE 5 LIVE★」の「Joyful」演奏において、エレキを直立で弾く加藤をよそに、鍵盤を離れステージをかけずり回りシャウトするという意外な一面を見せた。（そのシャウトスタイルのことを新津本人は「ロックYUI」「ロックなYUI」と呼んだ）。このため新津は数週間、朝に体力づくりのためランニングを行った。今でもよくランニングをしている。

### 人物像
- 父親が大阪出身のため、若干しゃべりに訛りがある。大阪でライブを開くことも多いことから、大阪は第二の故郷だと語っている。
- 兄弟姉妹については、妹・弟がいることを明らかにしている（twitterより）。
- カメラが趣味で、デジタル一眼レフカメラ（Nikon D40）を所有している。
- 生まれてからずっと長髪だったが、2008年初頭に髪をばっさり切った。大学卒業後、髪を染めさらに髪を切りボブにした。2009年からは再び髪を伸ばしている。
- ブログに部屋で自分撮りした写メをアップすることが多い。動画もアップしている。
- ブログでメイク、コスメやファッションの話題をするのが好きである。また「しょこたん語」のような流行言葉や顔文字を多用して文章をランダムにアップする。
- 美容院に行くのが大好きで、幾度となく髪型や髪色を変えている。
- オフの日、積極的にカフェや買物に出かけるなどアウトドア派である。
- カレーはひき肉を使う。
- ナスやズッキーニなど、夏野菜が合うカレーが好き。
- 公式アカウントでmixi、GREEに参加している。解散後、ソロではmixi、twitter、facebookのアカウントで参加している（twitterはRYTHEMの時からのアカウントだが、他はソロ始動してから新たに作ったアカウントである）。